# Чхве Мисон
Чхве Мисо́н (кор. 최미선; 1 июля 1996) — южнокорейская спортсменка, стрелок из лука, чемпионка летних Олимпийских игр 2016 года в командном первенстве, чемпионка мира 2017 года, чемпионка Азиатских игр, многократная чемпионка Универсиад, многократная победительница этапов Кубка мира.

## Карьера
Заниматься стрельбой из лука Чхве Мисон начала в 2005 году. На международных турнирах кореянка дебютировала в 2013 году. В мае 2015 года Чхве впервые приняла участие в соревнованиях в рамках Кубка мира и сразу же стала победительницей шанхайского этапа в командном первенстве, а также второй в личном зачёте. В июле 2015 года стала двукратным серебряным призёром домашней Универсиады, уступив в финале личного первенства соотечественнице Ки Бо Бэ. На дебютном для себя чемпионате мира Чхве стала обладательницей двух бронзовых медалей. В личном зачёте кореянка дошла до полуфинала, где вновь ничего не смогла противопоставить Ки Бо Бэ. В матче за 3-е место Чхве победила лучницу из Индии Лаксмирани Маджхи. В командном турнире кореянки также дошли до полуфинала, где довольно неожиданно проиграли сборной России. Благодаря победе в бронзовом матче над японскими лучницами Чхве стала обладательницей второй награды мирового первенства. 14 июня 2016 года  Чхве Мисон вместе с Ки Бо Бэ и Чан Хе Джин на этапе Кубка мира в турецкой Анталье установили новый мировой рекорд, равный 2045 очкам.
В августе 2016 года Чхве Мисон вошла в состав корейской сборной для участия в летних Олимпийских играх в Рио-де-Жанейро. Своё первое олимпийское золото Чхве выиграла в командном турнире. По итогам квалификационного раунда кореянки заняли 1-е место, обойдя ближайших преследовательниц из России на 60 очков. В раунде плей-офф корейские лучницы уверенно разобрались со всеми соперницами, заканчивая каждый матч со счётом 5:1, при этом в финале кореянки победили сборную России, взяв тем самым реванш за поражение в полуфинале последнего мирового первенства.
В квалификации личного турнира Чхве заняла первое место, набрав 669 очков, опередив двух своих соотечественниц, занявших второе и третье место. Уверенно пройдя первые три раунда плей-офф корейская лучница на стадии четвертьфинала встретилась с мексиканкой Алехандрой Валенсией. За предыдущие три матча Чхве ни в одном из сетов не набирала меньше 27 очков, но в матче с Валенсией у кореянки случился провал. В первых двух сетах Чхве Мисон набирала 23 и 26 очков, при 25 и 29 очков у мексиканки. Для победы в матче корейская лучница должна была выигрывать три оставшихся сета, но третий сет вновь остался за Алехандрой 29:27, в результате чего Чхве уступила в матче со счётом 6:0 и выбыла из дальнейшей борьбы за медали.